# Halcyon (literaire reeks)
Halcyon was een bibliofiele reeks die werd uitgegeven tussen 1927 en 1958 door A.A.M. Stols. Ook gaf Stols onder deze naam een tijdschrift uit, dat gewijd was aan het schone boek en daarmee verband houdende onderwerpen, dat verscheen van 1940 tot 1944. 'Halcyon' (ἁλκυων) is het Griekse woord voor ijsvogel.
De Halcyon-reeks was wat Stols wilde bereiken als uitgever: de meest waardevolle teksten in de fraaiste vormgeving in kleine, bibliofiele oplages waarbij kosten geen rol zouden spelen. Halcyon groeide uit tot een waarmerk van uitnemende kwaliteit van zowel tekst als uitvoering.
De eerste publicatie was de dichtbundel Les Roses van Rainer Maria Rilke, een opdracht die Stols kort voor de dood van Rilke van de schrijver zelf had ontvangen. De bibliofiele uitgave van dit ongepubliceerde Franstalige werk van Rilke, met een voorwoord van Paul Valéry, bracht Halcyon Pers onder de aandacht in Frankrijk en Duitsland. Ook in Engeland werd de Halcyon Pers goed ontvangen, mede vanwege de gravures van John Buckland Wright. De titel van de reeks werd aangepast aan de verschillende talen waarin werd uitgegeven.

## De Halcyon Pers
De Nederlandstalige uitgaven in de Halcyon-reeks omvat 14 titels. Van Adriaan Roland Holst verschenen 7 titels, waarvan de eerste in 1928 en de laatste in 1958. Ook zijn er werken opgenomen van Sapfo, J. Slauerhoff, Andries de Hoghe, Jan van Nijlen, Maurits Mok en Ed. Hoornik.

### Titels
1. Sapfo, Oden en fragmenten, 1928
2. A. Roland Holst, Het Elysisch verlangen: een beschouwing, 1928
3. J. Slauerhoff, Serenade, Maastricht en Brussel, 1930
4. Andries de Hoghe, Strofen en andere versen, Maastricht, 1932
5. A. Roland Holst, Tusschen vuur en maan, Maastricht, 1932
6. A. Roland Holst, Voorteekens, 1936
7. A. Roland Holst, Een winter aan zee, Maastricht, 1936
8. A. Roland Holst, Uit zelfbehoud, Maastricht, 1938
9. Jan van Nijlen, Het oude kind, Maastricht, 1938
10. M. Mok, De rattenvanger, Maastricht, 1939
11. Ed. Hoornik, De Erfgenaam. Een bundel gedichten, 1940
12. A. Roland Holst, Onderweg, 1940
13. Jan van Nijlen, De slaapwandelaar, 1948
14. A. Roland Holst, In gevaar, 1958

## The Halcyon Press
De Engelstalige Halcyon-collectie omvat eveneens 14 titels, uitgebracht tussen 1927 en 1933. Drie titels zijn van John Keats. Ook zijn er werken opgenomen van onder anderen Edgar Allan Poe, William Blake en John Milton. The Masque of the Red Death and other tales (E. A. Poe, 1932) bevindt zich in de collectie van The Metropolitan Museum of Art in New York. The Marriage of Heaven and Hell (William Blake, 1928) wordt gezien als een opmerkelijke uitgave die het succes van de Halcyon reeks in het Verenigd Koninkrijk stimuleerde.

### Titels
1. John Keats, Odes, Bussum, 1927
2. William Blake, The Marriage of Heaven and Hell, Maastricht, 1928
3. Dante Gabriel Rossetti, Hand and Soul, Maastricht, 1928
4. Everyman, A Dutch Morality Play of the XVth Century, Maastricht, 1929
5. Homerus, Six Hymns, Maastricht, 1929
6. John Milton, The Sonnets, Maastricht, 1929
7. John Melville, Batavia, Maastricht en Londen, 1930
8. T. Sturge Moore, Nine Poems, Maastricht, 1930
9. Edgar Allan Poe, The Fall of the House of Usher, Maastricht, 1930
10. John Keats, Letters to Fanny Brawne. With Three Poems and Three Additional Letters, Maastricht, Londen, Parijs en Brussel, 1931
11. Alexandre Dumas, The Three Musketeers, Maastricht, 1932
12. Edgar Allan Poe, The Masque of the Red Death and Other Tales, Maastricht en Londen, 1932
13. Byron, Lyrical Poems, Maastricht, 1933[5]

## À l'enseigne de l'Alcyon
De Franstalige uitgaven, gepubliceerd tussen 1927 en 1937, omvatten de dichtbundel Les Roses van Rilke en werken van André Gide, Françoys Villon, Arthur Rimbaud, Rabelais en Paul Valéry.

### Titels
1. Rainer Maria Rilke, Les roses, Bussum, 1927
2. André Gide, Le voyage d'Urien, Maastricht, 1928
3. Françoys Villon, Les oeuvres. - Les lais. - Le testament. - Poésies diverses. - Le jargon., Maastricht, 1929
4. André Gide, La symphonie pastorale, Maastricht en Brussel, 1930
5. Arthur Rimbaud, Oeuvres complètes. Maastricht, Parijs en Brussel, 1931
6. F. Rabelais, Pantagrueline prognostication. Certaine, véritable et infailible pour l'an mil DXXXIII, Maastricht, 1933
7. Paul Valéry,Villon et Verlaine, Maastricht, 1937[6]

## Die Halcyon Presse
Zes Duitstalige titels verschenen tussen 1929 en 1942 in de Halcyon reeks, met werken van Goethe, Georg Büchner, Friedrich Markus Hübner, Stefan Zweig en Friedrich Schiller.

### Titels
1. Goethe, West-östlicher Divan, Maastricht, 1929[7]
2. Georg Brüchner, Dantons Tod, Maastricht, 1930
3. Friedrich Markus Huebner, Die Verklärung im Fleische. Liebesbetrachtugen für Ungenügsame, Maastricht, 1930
4. Goethe, Die Leiden des jungen Werthers, Maastricht, 1931
5. Stefan Zweig, Die unsichtbare Sammlung, Maastricht, 1933. Het merendeel van de exemplaren werden als bijlage bij het Weense tijdschrift Philobiblon toegevoegd.
6. Friedrich Schiller, Das Land von der Glocke, 's-Gravenhage, 1942

## Spaanstalige uitgaven
Zes Spaanstalige uitgaven zijn verschenen in de Halcyon-reeks, onder twee verschillende benamingen. Tussen 1933 en 1935 werden drie titels gepubliceerd als Oficinas Gráficas Halcyon, waaronder twee werken van Alfonso Reyes. In 1961 en 1962 verschenen wederom drie Spaanstalige werken, onder de titel Colección Alción.

### Oficinas Gráficas Halcyon
1. Alfonso Reyes, Romances del Rio de Enero, Maastricht, 1933[8]
2. Alfonso Reyes, Minuta, Maastricht, 1935
3. Biblioteca Próspero J. Baurin, Balcarce, 1935

### Colección Alción
1. Alfonso Reyes, Ifigenia cruel, Madrid, 1924
2. Louise Labé, Sonetos, Mexico, 1961
3. Marianna Alcoforado, Cartas Portuguesas, Mexico, 1962[9]

## Italiaanstalige uitgaven

### Stamperia Alcione
1. Ettore Serra, Roma, nel pensiero e nel sentimento degli Italiani da Dante a Mussolini, Maastricht, 1934

Boekenreeksen: Trajectum ad Mosam · To the happy few · Halcyon · Luchtkastelen · Helikonreeks · Orpheus · Atlantis

Tijdschriften: Halcyon · Helikon · De Vrije Bladen (18e jaargang)

Overige uitgaven: Verzamelde gedichten (J.C. Bloem) · Broeder Bernard (P.N. van Eyck) · Hartslag (Morriën) · Landwind (Morriën) · De boodschap van het Wilhelmus · Het exlibris der Nederlandse medici